# Boskie zwycięstwo
Boskie zwycięstwo – ogólnoświatowa seria kongresów (dużych spotkań religijnych) o charakterze międzynarodowym, zorganizowanych przez Świadków Jehowy, które rozpoczęły się w czerwcu 1973 roku na półkuli północnej, a zakończyły się w styczniu 1974 roku na półkuli południowej. Zorganizowano 140 pięciodniowych kongresów, w których uczestniczyło 2 594 305 osób, a ochrzczono 81 830 osób.
Przewodnie hasło kongresu oparte było na wersecie biblijnym: „Teraz nastało wybawienie [zwycięstwo (BJ)], i moc, i królestwo naszego Boga, i władza jego Chrystusa, ponieważ zrzucony został oskarżyciel braci naszych, który dniem i nocą oskarża ich przed naszym Bogiem” (Objawienie 5:4; NW).

## Cel kongresu
„Program, na który składało się trzydzieści jeden przemówień i cztery dramaty biblijne, uwydatnił potrzebę istniejącą u wszystkich chrześcijan, by mieć 'ciągle w pamięci obecność dnia Jehowy’, a to przez jeszcze lepsze przystosowanie swego życia do wspaniałych, wysokich zasad moralnych wyłuszczonych w Biblii i przez udoskonalanie wzajemnej miłości (2 Piotra 3:12, NW)”. Celem kongresu było też zachęcenie obecnych do wzmożenia działalności kaznodziejskiej (Mat. 28:19, 20).

## Kongresy międzynarodowe na świecie

### Stany Zjednoczone

Śpiewanie pieśni na kongresie w Chicago

- Pierwsze zgromadzenie z serii kongresów odbyło się w dniach od 20 do 24 czerwca na Tiger Stadium w Detroit[1][8].
- W dniach od 27 czerwca do 1 lipca odbyły się kolejne kongresy. W Chicago w White Sox Ball Park. W Hallandale Beach w Gulfrstream Park Recetrack. Na Dodger Stadium w Los Angeles. Kongresy w języku hiszpańskim odbyły w Hammond w Hammond Civic Center, w The Forum w Inglewood, na Roosevelt Stadium w Jersey City oraz w Dinner Key Auditorium w Miami[1].
- W dniach od 4 do 8 lipca kongres zorganizowano na Astrodome w Houston, w którym uczestniczyli delegaci z 37 krajów[7] i na Three Rivers Stadium w Pittsburghu. W Albuquerque w State Fair Grandstand odbył się kongres w języku hiszpańskim, a w języku francuskim w Sali Zgromadzeń w Nowym Jorku[1].
- Kongres na nowojorskim Yankee Stadium odbył się w dniach od 6 do 10 lipca[1].
- Kongresy na Royals Stadium w Kansas City oraz na Oakland-Alameda Country Stadium w Oakland zorganizowano w dniach od 11 do 15 lipca[1].
- W dniach od 18 do 22 lipca kongresy odbyły się na Dodger Stadium w Los Angeles oraz na Veterans Stadium w Filadelfii[1].
- W dniach od 25 do 29 lipca zorganizowano kongres na Atlanta Stadium w Atlancie oraz w języku hiszpańskim na Sam Houston Coliseum w Houston[1].
- Na Hawajach kongres odbył się w dniach od 1 do 5 października w Honolulu International Center w Honolulu[1].

### Argentyna
W dniach od 9 do 13 stycznia 1974 roku odbył się na Club Atlético Los Andes w Buenos Aires oraz w Río Ceballos. Liczba obecnych wyniosła około 15 000 osób.

### Australia
W dniach od 16 do 20 grudnia 1973 roku kongres odbył się na Randwick Racecourse w Sydney.

### Belgia
W Brukseli kongres odbył się w dniach od 8 do 12 sierpnia w Palais du Centenaire–Heysel. Program przedstawiono w języku francuskim, niderlandzkim, hiszpańskim i portugalskim. W kongresie uczestniczyli delegaci z Belgii, Hiszpanii, Mozambiku, Angoli, Republiki Zielonego Przylądka, Madery i Azorów oraz członek Ciała Kierowniczego Nathan H. Knorr.

### Benin (Dahomej)
W dniach od 19 do 23 grudnia kongres odbył się w Kotonu.

### Boliwia
Kongres odbył się w dniach od 16 do 20 stycznia 1974 roku w La Paz.

### Brazylia
Kongres na Estádio do Pacaembu w São Paulo odbył się w dniach od 26 do 30 grudnia. Uczestniczyło w nim 94 586 osób, a 3187 zostało ochrzczonych. Delegaci z Rio de Janeiro przyjechali pociągiem specjalnym oraz ponad 180 autokarami Zakwaterowano ponad 21 tysięcy gości z odległych części kraju. Wykład publiczny został przedstawiony przez członka Ciała Kierowniczego Nathana H. Knorra. Dwa miesiące później ten sam program został przedstawiony na zgromadzeniu w mieście Salvador w stanie Bahia, w którym uczestniczyło 32 348 osób.

### Chile
W roku 1973 rozpoczął się w Chile czas niepokojów politycznych. W październiku tego roku w kraju działało 10 119 głosicieli. Wprowadzono zakaz organizowania większych zgromadzeń. Uzyskano jednak zgodę na zorganizowanie w dniach od 16 do 20 stycznia 1974 roku kongresu międzynarodowego na stadionie Santa Laura w Santiago. Obecnych na nim było 21 321 osób, a 1502 zostały ochrzczone.

### Cypr
Kongres w Trachonas koło Nikozji odbył się w dniach od 25 do 29 lipca. Został przeprowadzony na terenach przylegających do miejscowej Sali Królestwa.

### Dania
W Kopenhadze kongres odbył się w dniach od 18 do 22 lipca w Idrætsparken. Program przedstawiono w języku duńskim i norweskim.

### Ekwador
Kongres na Coliseo Concentración Deportiva de Pichincha w Quito odbył się w dniach od 23 do 27 stycznia 1974 roku.

### Fidżi
Kongres w Nandi odbył się w dniach od 5 do 9 grudnia.

### Finlandia
W dniach od 11 do 15 lipca kongres w języku fińskim i szwedzkim odbył się na Stadionie Olimpijskim w Helsinkach.

### Francja
W dniach od 1 do 4 sierpnia kongres z udziałem 60 241 osób, odbył się na Stade de Colombes w Colombes. 2703 osoby zostały ochrzczone.

### Ghana
Kongres na Accra Race Course w Akrze odbył się w dniach od 19 do 23 grudnia.

### Gwatemala
Kongres na Army Stadium w stolicy Gwatemali odbył się w dniach od 7 do 11 listopada.

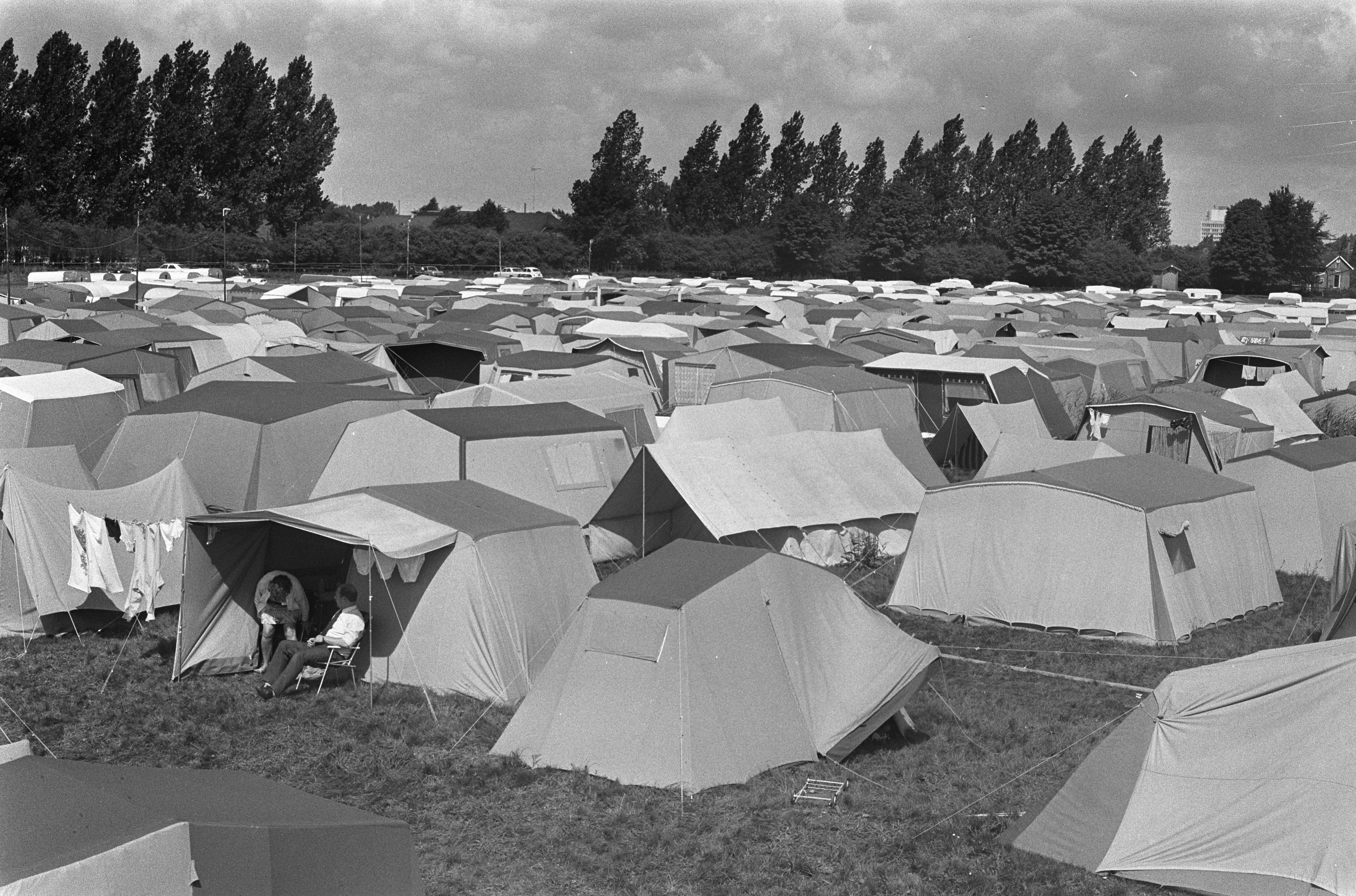
Miasteczko namiotowe w Utrechcie; kwatera dla uczestników kongresu

### Holandia
W dniach 8 do 12 sierpnia kongres odbył się w Jaarbeurshallen w Utrechcie.

### Hongkong
W Hongkongu kongres odbył się w dniach od 8 do 12 sierpnia.

### Indie
Kongres odbył się w Madrasie.

### Irlandia
W dniach od 11 do 15 lipca kongres odbył się w R.D.S. Main Hall w Dublinie.

### Japonia
W dniach od 25 do 29 lipca odbył się kongres w Expo ’70 Festival Plaza w Osace, w którym uczestniczyły 31 263 osoby. Członek Ciała Kierowniczego Lyman Alexander Swingle ogłosił wydanie Chrześcijańskich Pism Greckich w Przekładzie Nowego Świata w języku japońskim.

### Kanada
- W dniach od 4 do 8 lipca odbył się kongres na Empire Stadium w Vancouver. W tym samym czasie odbył się również na Winnipeg Stadium w Winnipeg. Program przedstawiono w języku angielskim oraz częściowo w ukraińskim[1].
- W Halifaksie w Halifax Forum kongres zorganizowano w dniach od 11 do 15 lipca[1].
- W dniach od 25 do 29 lipca kongres odbył się w Park Jarry (Jarry Park) w Montrealu oraz w Woodbine Race Track w Toronto, gdzie program przedstawiono w językach: angielskim, włoskim oraz częściowo w greckim, hiszpańskim i portugalskim[1].

### Kenia
W dniach od 26 do 30 grudnia kongres odbył się na Nairobi City Stadium w Nairobi. Uczestniczyło w nim 33 408 osób, w tym delegaci ze Stanów Zjednoczonych, Kanady, Europy i Afryki. Był na nim obecny członek Ciała Kierowniczego Grant Suiter. Był to pierwszy kongres międzynarodowy zorganizowany w Kenii.

### Kolumbia
Kongres na Coliseo Cubierto el Campín w Bogocie odbył się w dniach od 23 do 27 stycznia 1974 roku.

### Korea Południowa
W Seulu kongres odbył się w dniach od 1 do 5 sierpnia na Seoul Stadium, w którym uczestniczyło 29 577 osób, a ochrzczono 2002 osoby. Wśród obecnych byli delegaci z dziewięciu krajów: Japonii, Hiszpanii, Hongkongu, Kolumbii, Meksyku, Niemiec, Stanów Zjednoczonych i Szwajcarii oraz członkowie Ciała Kierowniczego – Frederick William Franz i John O. Groh.

### Kostaryka
Kongres na Bonanza Coliseum w San José odbył się w dniach od 23 do 27 grudnia.

### Liberia
Kongres w Monrovii odbył się w dniach od 5 do 9 grudnia.

### Meksyk
Kongres w stolicy Meksyku odbył się w dniach od 31 października do 4 listopada na Arena Mexico.

### Niemcy
W dwóch kongresach uczestniczyły 146 742 osoby, w tym delegaci z co najmniej 75 krajów.
- Na Rheinstadionie w Düsseldorfie kongres w języku niemieckim, greckim i angielskim odbył się w dniach od 25 do 29 lipca[1]. Liczba obecnych wyniosła 67 950 osób[25].
- W dniach od 1 do 6 sierpnia kongres w języku niemieckim i greckim odbył się na Stadionie Olimijskim w Monachium[1], z udziałem 78 792 osób oraz członka Ciało Kierowniczego – Nathana Knorra[7][25].

### Nigeria
Kongresy w Lagos odbyły się w dniach od 26 do 30 grudnia. W Nigerii uczestniczyło w nich ogółem 214 237 osób, a 7153 osoby zostały ochrzczone.

### Nowa Zelandia
Kongres w Christchurch odbył się w dniach od 12 do 16 grudnia na Lancaster Park.

### Panama
Kongres w stolicy Panamy odbył się w dniach od 26 do 30 grudnia.

### Paragwaj
Kongres w Asunción odbył się w dniach od 2 do 6 stycznia 1974 roku.

### Peru
Kongresy w Limie odbyły się w dniach od 23 do 27 stycznia 1974 roku.

### Portoryko
Kongres w języku hiszpańskim i angielskim odbył się w dniach od 12 do 16 sierpnia na Estadio Hiram Bithorn w San Juan, z udziałem ponad 31 000 osób (w tym 5000 delegatów zagranicznych), a 1007 ochrzczono.

### Republika Południowej Afryki
W dniach od 2 do 6 stycznia 1974 roku na The Arena w Johannesburgu odbył się kongres, w którym uczestniczyło 33 408 osób. Ze względu na rządową politykę apartheidu zorganizowano trzy oddzielne zgromadzenia: jedno dla czarnych, jedno dla ‘kolorowych’ oraz Hindusów i jedno dla białych. Jednak ostatniego dnia kongresu wszyscy uczestnicy kongresu z popołudniowej sesji programu skorzystali na stadionie Rand wraz z delegatami na ten kongres przybyłymi z Europy, dzięki czemu w sesji tej uczestniczyło 33 408 osób. Wynajęcie tego obiektu pozwoliło ominąć przepisy apartheidu, gdyż stadion ten był przeznaczony na imprezy międzynarodowe, nieobjęte ograniczeniami segregacji rasowej.

### Salwador
Kongres w San Salvador odbył się w dniach od 19 do 23 grudnia, uczestniczyło w nim 10 788 osób, a 1046 zostało ochrzczonych (28% działających głosicieli).

### Senegal
W dniach od 5 do 9 grudnia kongres odbył się w Dakarze.

### Sierra Leone
Kongres na Brookfield Stadium we Freetown odbył się w dniach od 12 do 16 grudnia.

### Tajwan
W dniach od 5 do 8 sierpnia kongres odbył się w Tajpej.

### Urugwaj
Kongres w Palaco Peñarol w Montevideo odbył się w dniach od 2 do 6 stycznia 1974 roku.

### Wenezuela
Kongres w Valencii odbył się w dniach od 26 do 30 grudnia.

### Wielka Brytania
- W Londynie kongres odbył się w dniach od 1 do 5 sierpnia na Twickenham Stadium[1].
- W tym samym terminie kongres odbył się na Murrayfield Stadium w Edynburgu[1].

### Włochy
W Rzymie kongres z udziałem przeszło 57 tysięcy osób, zorganizowano w dniach od 8 do 12 sierpnia na Stadio Flaminio.

### Wybrzeże Kości Słoniowej
Kongres w Abidżanie odbył się w dniach od 12 do 16 grudnia. Obecnych było ponad 2080 osób.

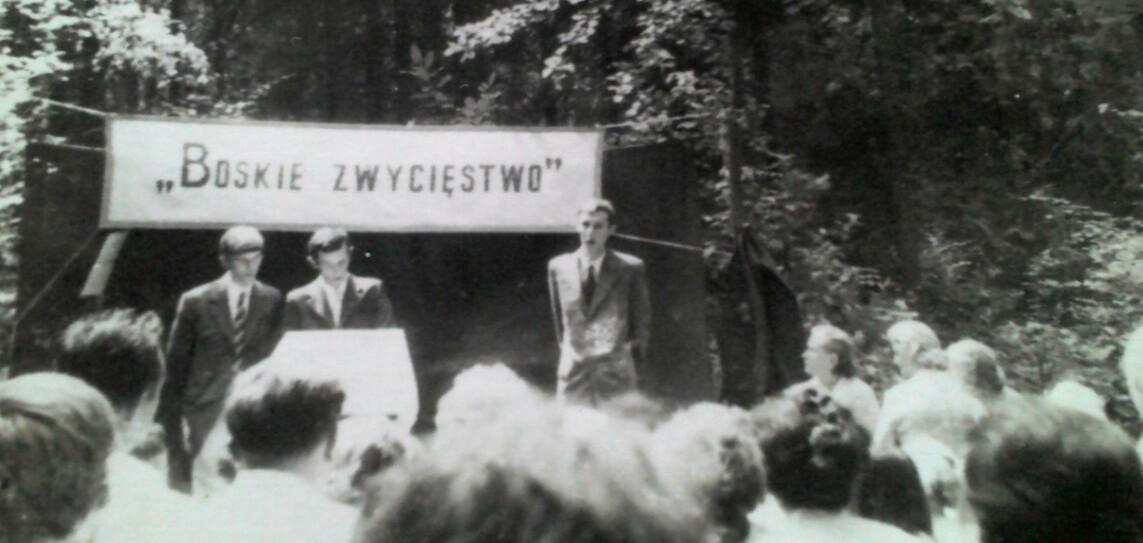
Konwencja leśna w Polsce (okolice Krzeszowic)

## Polska
Świadkowie Jehowy w Polsce pomimo obowiązującego od roku 1950 zakazu działalności, latem większymi grupami spotykali się w lasach, na jednodniowych tzw. konwencjach leśnych, na których przedstawiono główne punkty programu kongresu międzynarodowego.

## Ważne punkty programu
- Dramaty:
  - Gorliwość o dom Twój pożera mnie
  - Kto uniknie tego wszystkiego i stanie przed Synem Człowieczym?
  - Wciąż skupiajcie umysły na tym, co w górze
  - Wznieście okrzyk! Jehowa daje wam miasto![33]
- Wykład publiczny: Boskie zwycięstwo i jego znaczenie dla udręczonej ludzkości[4]

Główne myśli z przemówienia kluczowego „Zwycięstwo nad światem bez starcia zbrojnego” zamieszczono w Wiadomościach Królestwa nr 16 („Czy upływa czas dany ludzkości?”).
Ogłoszono nową, specjalną metodę służby kaznodziejskiej, polegająca na ogólnoświatowej kampanii rozpowszechniania Wiadomości Królestwa. Pierwsza z nich trwała od 21 do 30 września 1973 roku, a podczas kampanii rozpowszechniono pół miliarda egzemplarzy traktatów.
Przyjęto rezolucję: „Narody mogą teraz znaleźć dla siebie miejsce jedynie po stronie (...) głównego wroga Bożego, Szatana Diabła”. Stwierdzała ona, że „Świadkowie Jehowy będą nadal wytrwale rozgłaszać ostrzeżenie ze spisanego Słowa Bożego (...) [i] obwieszczać tysiącletnie mesjańskie Królestwo Boże, mając je za panaceum, za uniwersalne lekarstwo na wszystkie cierpienia udręczonej ludzkości”.

## Kampania informacyjna
Piątkowe przedpołudnia międzynarodowych kongresów przeznaczone były na działalność kaznodziejską.